# هارون غرينجر
هارون غرينجر (بالإنجليزية: Aaron Grainger)‏ هو لاعب دوري الرغبي أسترالي، ولد في 16 مايو 1978.